# Yo, Martín Lutero (obra de teatro)
Yo, Martín Lutero es una obra de teatro en dos actos del dramaturgo Ricardo López Aranda, escrita en 1963. Publicada en por la Librería La avispa en 1984 y en el Tomo II de las Obras escogidas del autor, en 1998. Esta última edición viene acompañada de un estudio de Patrocinio Ríos Sánchez.
La obra se intentó estrenar en 1967 bajo el título El impostor y de nuevo en 1968 bajo el título Yo, Martín Lutero en el teatro María Guerrero, pero la censura no lo permitió. Los directores que intentaron llevar a escena esta obra fueron Adolfo Marsillach y Alberto González Vergel, que incluso comenzó a ensayarla.
Ha sido objeto de lecturas escenificadas en 1984 en la Casa de Cantabria de Madrid y el 12 de marzo de 1999 en el Teatro Español de Madrid, con ocasión de la presentación de los dos volúmenes que recogen las Obras Escogidas del autor, editadas por la Asociación de Autores de Teatro con el patrocinio del Gobierno de Cantabria. La dirección corrió a cargo de Angel Facio, y la interpretación de Manuel Galiana, Paco Heras, Juanjo Seoane, Pepe Martín, Paco Casares, F. M. Poika, Juan Gea, Joan Llaneras y Teresa Pardo.

## Argumento
Drama histórico con Martín Lutero como protagonista, que va desde el año 1517 (estallido de la cuestión de las indulgencias) hasta 1525 (ejecución de Thomas Muntzer), y en el que se plantea, por un lado, la cuestión de la legitimidad de la revuelta frente al poder establecido y, por otro lado, el dilema entre poder político y libertad personal.